# Phytomyza calthae
Phytomyza calthae este o specie de muște din genul Phytomyza, familia Agromyzidae, descrisă de Erich Martin Hering în anul 1924.
Este endemică în Germania. Conform Catalogue of Life specia Phytomyza calthae nu are subspecii cunoscute.